# Quartier du Parc de Montsouris
Das Quartier du Parc de Montsouris ist das 54. der 80 Quartiers (Stadtviertel) von Paris und gehört zum 14. Arrondissement.

## Namensursprung
Der Parc Montsouris belegt 15 Hektar des Viertels, weshalb es nach ihm benannt wurde.

Die Stadtviertel
des 14. Arrondissement

## Lage
Folgende Straßen bilden die Grenze des Stadtviertels:
- Norden: Boulevard Saint-Jacques
- Osten: Rue de la Santé, Rue de l’Amiral Mouchez und Avenue Pierre de Coubertin
- Süden: Avenue Paul Vaillant-Couturier, Avenue Pierre Masse und Avenue du Docteur Lannelongue
- Westen: Rue de la Tombe Issoire, la Rue Émile Faguet und Rue du Professeur Hyacinthe Vincent

Das Viertel liegt auf dem linken Ufer der Bièvre. Bei der Fassung des Flussbettes, das sich unweit der Rue de l’Amiral-Mouchez befand, wurde das ursprüngliche West-Ost-Gefälle abgeschwächt. Die Windungen dieser Straße zeugen vom ursprünglichen Flusslauf.

## Geschichte
Das Quartier du Parc de Montsouris ist zu gleicher Zeit entstanden wie das 14. Arrondissement, als im Jahr 1860 ein Teil der Gemeinde Gentilly nach Paris eingemeindet wurde.
Zu dieser Zeit war hier ein ländliches Stadtrandgebiet, in dem nur die Zufahrten der Straße von Gentilly nach Paris (Rue de la Santé und Rue de l’Amiral-Mouchez) lagen und das Hôpital Sainte-Anne einige Gebäude besaß. Es gab zu jener Zeit auch Slums, Barackenviertel (französisch bidonvilles).
1942 hat der Priester Alfred Keller hier einen Bauernhof erworben, um auf dem Gelände Sozialbauten zu errichten.

### Urbanisation

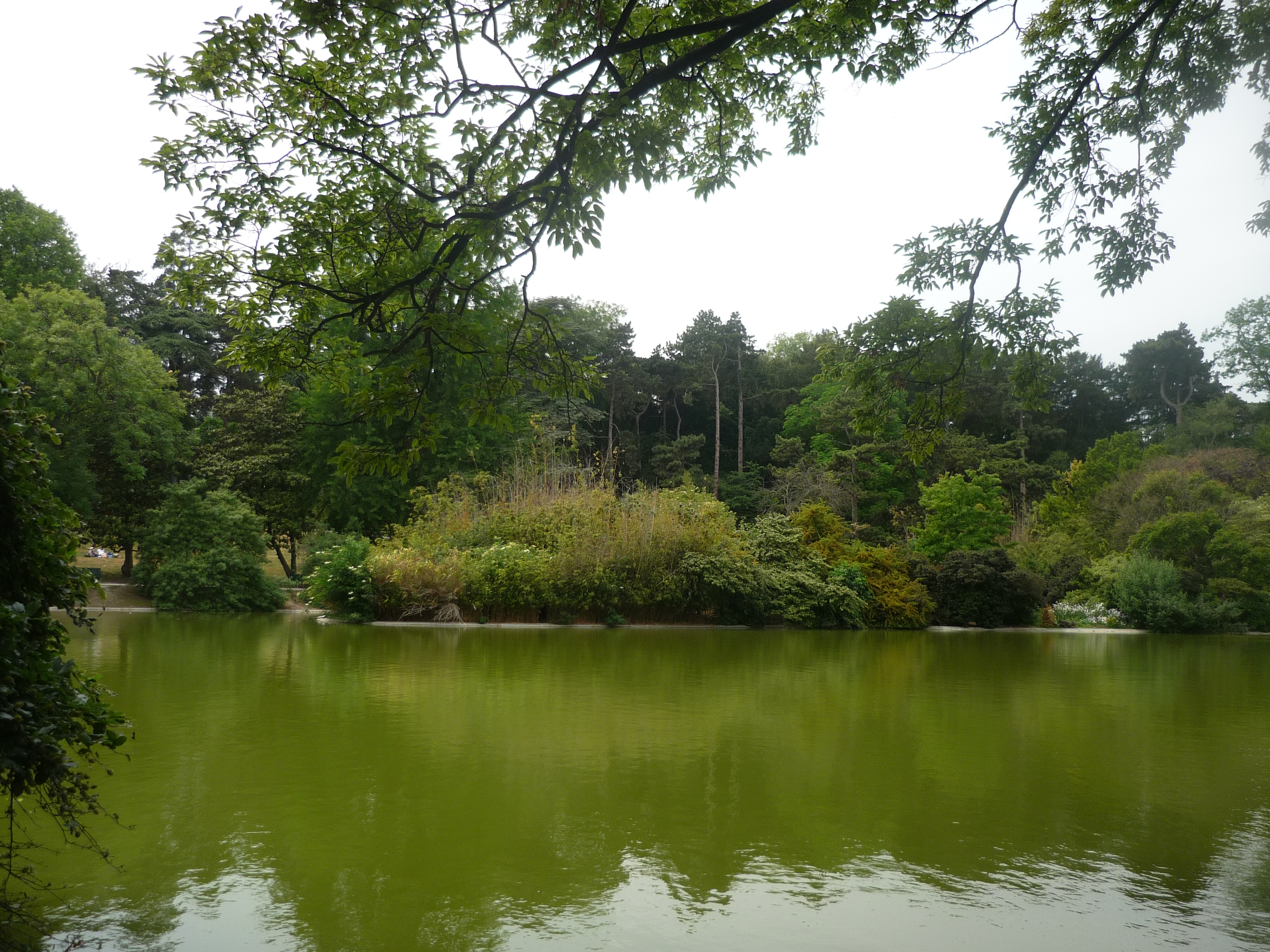
Der See im Parc Montsouris

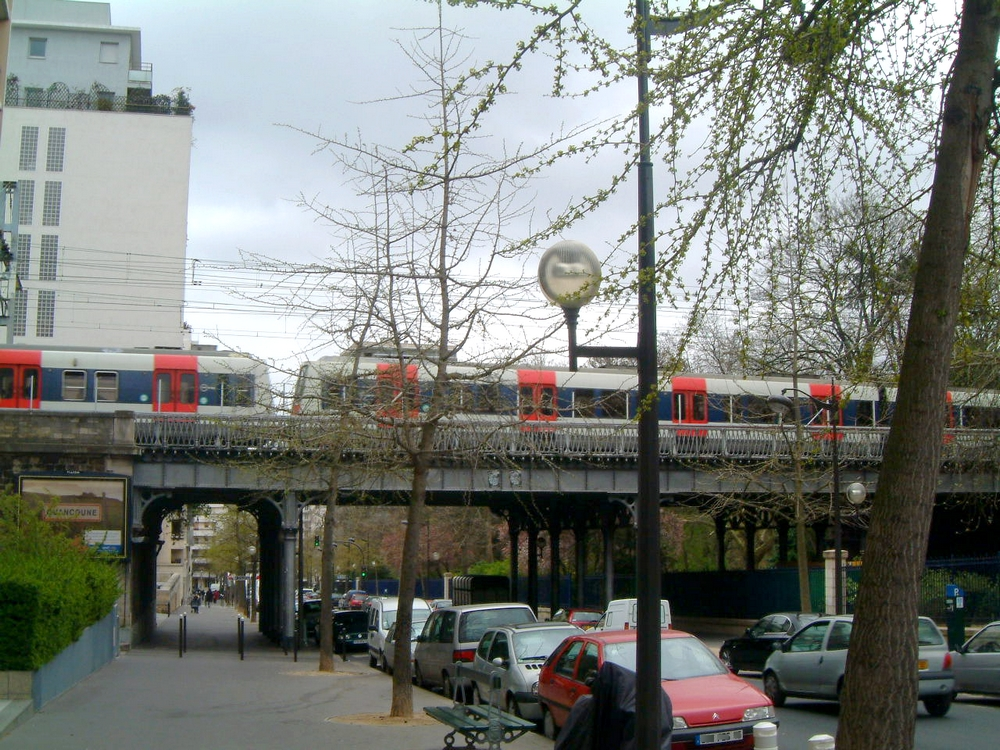
Linie durchquert das Quartier von Nord nach Süd

Die Ausdehnung von Paris erfolgte zunächst entlang der Straße nach Gentilly und am Rande des Sainte-Anne-Krankenhauses, das schon seit 1651 besteht. Erst im 19. Jahrhundert folgte die vollständige Einbindung in das Quartier durch die Verbauung der Bièvre, die Besiedlungspolitik von Alphand und der Anlage der Avenue du Parc Montsouris (heute Avenue René Coty) durch Haussmann.
Der Stadtteil ist von der Konzentration großflächiger öffentlicher Einrichtungen geprägt: Sainte-Anne Krankenhaus, Parc Montsouris, Réservoir de Montsouris (auch «Reservoir de la Vanne» genannt), Cité Internationale Universitaire de Paris und auch die oberirdisch geführte Linie   (ehemals Ligne de Sceaux).
Für Wohnbauten bleibt damit wenig Platz. Die wenigen Mietshäuser aus der Zeit von Haussmann stehen vor allem in der Rue d’Alésia und der Avenue René Coty. Einige typische Vororthäuser findet man in der Rue de l’Amiral Mouchez. Die modernen Miethäuser entstehen erst nach dem Zweiten Weltkrieg, da dann mehr Gelände zur Verfügung steht.
Zu Beginn der 2000er Jahre ist ein ganz neues Siedlungsgebiet entstanden. Entlang der neuen Straße Avenue de la Sibelle entstanden die Rue Thomas-Francine, die Rue de l'Empereur-Valentinien und die Rue de l’Empereur Julien sowie ein Garten, der Jardin Marie-Thérèse Auffray.

## Sehenswürdigkeiten

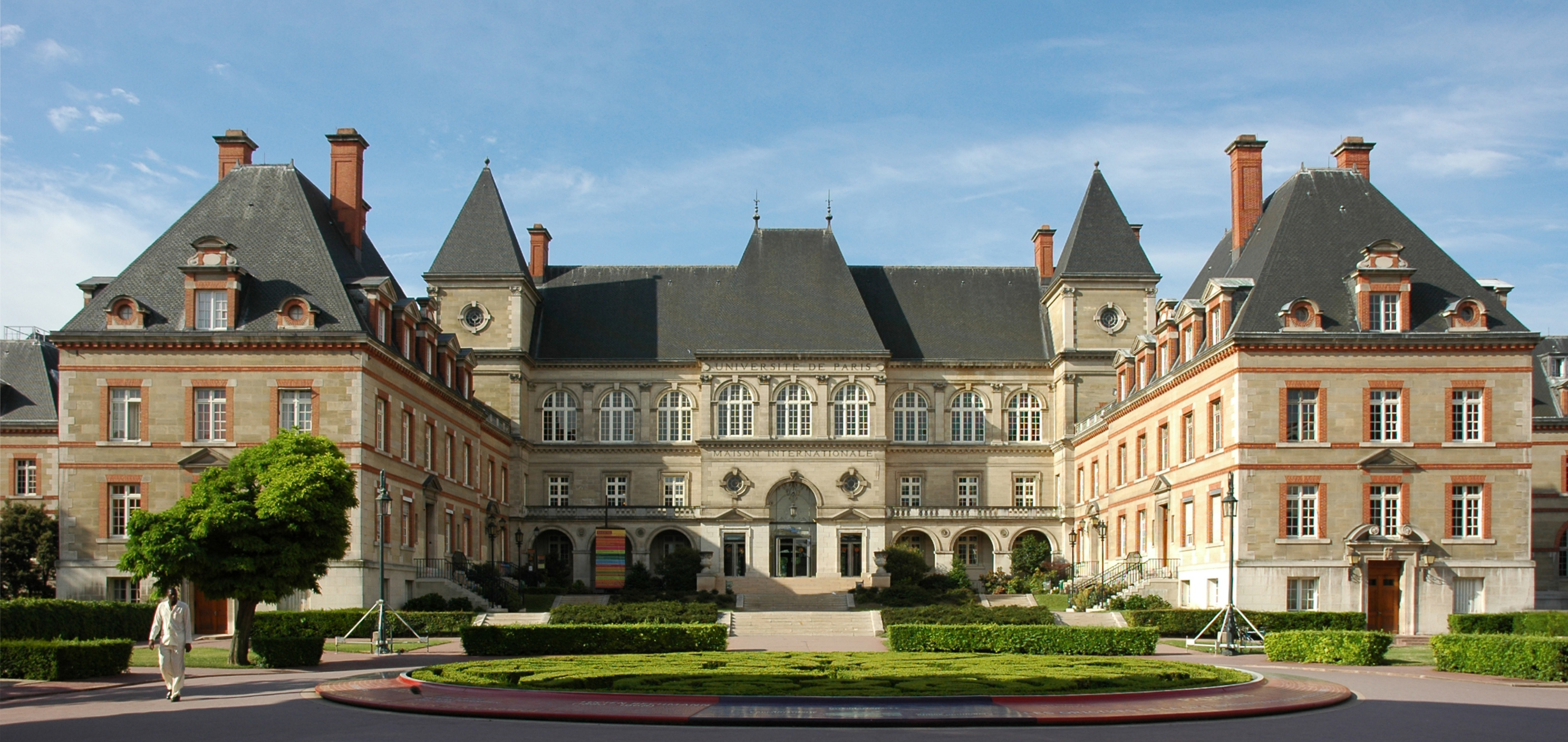
Quartier du Parc de Montsouris:
La Maison internationale de la Cité universitaire

- Parc Montsouris, woher das Quartier seinen Namen hat.
- Cité universitaire
- Die Häuser an der Westseite des Parks
- Réservoir de Montsouris, in dem das Wasser der Loing gespeichert wird und den Süden von Paris versorgt.
- Hôpital Sainte-Anne